# Ambrogio Imperiale
Il Serenissimo Ambrogio Imperiale (Genova, 1649 – Genova, 1729) fu il 145º doge della Repubblica di Genova e re di Corsica.

## Biografia

Stemma nobiliare degli Imperiale

Nativo di Genova intorno al 1649, si dedicò fin dall'adolescenza all'uso delle armi che, con la maggiore età, lo portò a ricoprire per la Repubblica di Genova incarichi militari a Vado Ligure come commissario della locale rocca nel 1678, governatore della fortezza del Priamar di Savona e di un'altra fortezza in Corsica.
Inviato da Genova alla corte spagnola, nel 1711 Ambrogio Imperiale, anche in qualità di magistrato di Guerra, nei pressi di Vado Ligure incontrò la flotta navale del re Carlo VI d'Asburgo che, però, non volle ricevere in udienza il rappresentante di uno stato genovese che ancora non lo riconosceva come pretendente della corona di Spagna e quindi sovrano.
Ambrogio Imperiale ricoprì prima del dogato altre cariche pubbliche, fino alle elezioni del 4 ottobre 1719 che con un ampio consenso maggioritaria (510 voti favorevoli su 540) sancirono la sua nomina a doge di Genova: il centesimo in successione biennale e il centoquarantacinquesimo nella storia repubblicana. In qualità di doge fu investito anche della correlata carica biennale di re di Corsica.
Nel suo mandato, nel corso del 1721, sono ricordati i festeggiamenti per l'anniversario dell'incoronazione della Vergine Maria quale regina di Genova, una ricorrenza che nella città ligure si svolgeva ogni 25 anni. Una solenne processione civile e religiosa accompagnò il doge Ambrogio Imperiale e i membri del Senato della Repubblica nella cattedrale di San Lorenzo dove ai piedi della statua mariana venivano posti i sigilli del potere dello stato genovese: le chiavi della città, lo scettro e la regia corona.
Terminò il mandato il 4 ottobre del 1721.
Sofferente di gotta ancor prima dell'elezione dogale, morì a Genova nel corso del 1729 dove fu sepolto nell'abbazia di San Benigno, nei pressi della lanterna.